# Jacques Giele
Jacobus Johannes Josephus (Jacques) Giele (Breda, 28 maart 1942 – Amsterdam, 6 april 2012) was een Nederlands sociaal-historicus. In zijn onderzoek richtte hij zich vooral op de vroege arbeidersbeweging in Nederland.

## Biografie

### Jeugd en opleiding
Giele werd in 1942 geboren als tweede kind in een gezin met vier jongens, twee meisjes en twee inwonende tantes. Zijn ouders waren Alphonsius Honorius Josephus Giele, houder van een carrosseriebedrijf, en Catharina Maria Elsakkers. Hij liet blijken over een goed geheugen en een grote fantasie te beschikken.
Zijn zes jaar middelbare school bracht hij door op het kleinseminarie van de Salesianen van Don Bosco in Ugchelen en vanaf 1959 in 's-Heerenberg. Zijn eigen mening bracht Giele vaak in conflict met de leraren, maar de directeur, een oom, hield hem de hand boven het hoofd. Dat hij met zijn intelligentie boven de andere jongens uitstak, streed met de seminariesfeer van 'wij zijn gewone jongens'. Toen hij staatsexamen moest doen (het seminarie was geen erkende school), bleek dat de leraren hem daarop onvoldoende hadden voorbereid, waardoor hij zakte. Op zijn verzoek kwam hij op het Henric van Veldeke Gymnasium in Maastricht, waar hij in 1961 cum laude slaagde voor zijn eindexamen gymnasium A.
In september 1961 begon hij aan de studie geschiedenis bij het Historisch Seminarium van de Universiteit van Amsterdam (UvA). Omdat Giele niet onder de indruk was van hoogleraar sociaaleconomische geschiedenis Taeke Jansma en in discussies met hem forse aanvaringen over het vak had, kwam hij met hoogleraar nieuwe geschiedenis Jacques Presser overeen bij hem af te studeren, maar met een sociaaleconomisch onderwerp, de Eerste Internationale in Nederland. Hieruit kwam in 1966 zijn scriptie voort met als titel De pen in aanslag. Revolutionairen rond 1848.
Voor zijn tweede verplichte doctoraalscriptie, over arbeiderszelfbestuur tijdens de Spaanse Burgeroorlog, leerde Giele zichzelf Spaans voordat hij de archieven in ging. Hij had een talenknobbel en benutte de Assimil-methode intensief. Presser zag in de Eerste Internationale-scriptie een mogelijke dissertatie en zette na het cum laude afstuderen van Giele in 1968 de aanvraag voor een promotietoelage in gang, waarvan deze ten slotte geen gebruik maakte. Giele kwam ook bij Presser thuis, en is met name door hem beïnvloed als het gaat om 'onderdrukten een stem geven', en niet de theorievorming als uitgangspunt nemen maar de bronnen.

### Carrière
Giele won met zijn scriptie De pen in aanslag in 1968 de tweejaarlijkse Fibula-prijs voor veelbelovende jonge historici, waarna de scriptie als boek gepubliceerd werd. Ook leidde het tot een functie als (onbetaald) beheerder van het museum In 't Houten Huis in De Rijp, waar hij tentoonstellingen over de walvisvaart en 'van pauper tot staker' organiseerde en geld verdiende met korte bijdragen aan een Belgische encyclopedie.
In november 1966 was hij lid geworden van de Sociaal-Historische Studiekring, waar hij belangrijke sociaal-historici leerde kennen. In februari 1967 trad hij toe tot het door Arthur Lehning geleide bestuur van het Ferdinand Domela Nieuwenhuis Fonds. Hij was secretaris (1970-1979) en beheerder van en rondleider in het Ferdinand Domela Nieuwenhuis Museum in Amsterdam.
In 1971 solliciteerde Giele op de vrijgekomen positie van Ger Harmsen bij het Documentatiecentrum voor Nieuwste Geschiedenis (DNG).  Als docent bij het DNG werkte Giele in de periode 1972-1976 aan drie achtereenvolgende projecten. Daarin verrichtte hij met door hem enthousiast gemaakte doctoraalstudenten onderzoek naar sociale stratificatie rond 1850, spontane stakingen in de negentiende eeuw en de vroege jaren van het Nationaal Arbeids-Secretariaat. De beide laatste werkcolleges gaf hij samen met Johan Frieswijk. Uit deze projecten kwamen verschillende publicaties voort.
In 1976 beëindigde Giele zijn dienstverband bij het DNG, omdat hij vond dat 'je een baan niet langer dan vier of vijf jaar moet doen'. Na een lange reis door Midden- en Zuid-Amerika met Gaby Proper werkte hij als ziekenbroeder en nachtportier. Door toedoen van Rudolf de Jong kreeg hij in 1978 een tijdelijke baan bij het Internationaal Instituut voor Sociale Geschiedenis (IISG), waar hij de sinds 1939 bij het instituut ondergebrachte veertig kisten met de archieven van de Spaanse Confederación Nacional del Trabajo (CNT) en de Federación Anarquista Ibérica moest ordenen en beschrijven.
In 1979 verscheen het door Giele samengestelde boek Arbeidersleven in Nederland 1850-1914, dat veel aandacht kreeg. De vondst van de brieven van Willem Ansing toonde hem hoe weinig er bekend was over het dagelijks leven en de arbeidsomstandigheden van de arbeidende klasse destijds en leidde tot zijn aanhoudende zoektocht naar verhalen van arbeiders over hun eigen leven. In 1982 kwam aan deze baan een einde doordat de IISG-directie, die al eerder fouten bij de verlenging van zijn contract had gemaakt, hem zonder enige communicatie zowel verlengde als ontsloeg, waarop hij het IISG woedend verliet.

### Latere leven
Met de academische wereld wilde hij niets meer te maken hebben. Hij werkte nog aan twee historische romans over zijn familie van moeders kant.
Lichamelijk kende Giele slechte perioden, te wijten aan een bipolaire stoornis. Hij leefde doorgaans teruggetrokken maar trok er, als hij goed was, op uit als straatmuzikant en was met zijn accordeon op de Zeedijk te vinden waar hij in cafés speelde. Hij was een vaste klant bij de lommerd en liet familieleden rekeningen betalen en problemen oplossen die het gevolg van zijn drankgebruik waren.
Bij alle problemen bleef hij oude vrienden zien en met Hanneke Willemse bleef hij de kas controleren van het Domela Nieuwenhuis Fonds. Giele was op 4 oktober 1992 te gast in de eerste aflevering van radioprogramma OVT en sprak hier de eerste column uit.
Hij overleed begin april 2012 in zijn huis, maar werd pas later gevonden.

## Persoonlijk
Op 27 juni 1967 trouwde Giele met Geertruida Zwier, vertaalster Engels. Dit huwelijk werd ontbonden op 25 februari 1976. Van 1976 tot 1981 woonde hij samen met Gabrielle Proper, een lerares.

## Publicaties
In overzichten over de ontwikkeling van de sociale geschiedenis in Nederland verdween zijn naam geleidelijk, maar zijn werk bleef gepubliceerd worden. Jaap van der Laan, die Giele uit het Domela Nieuwenhuis Fonds kende, bracht bij Kelderuitgeverij nieuwe uitgaven op de markt. Gieles boek over de Spaanse Burgeroorlog (in 1975 verschenen bij de Anarchistische Uitgeverij) werd in 2004 herdrukt met een inleiding van Willemse en zijn Eerste Internationale-boek in 2008, met een inleiding van Bert Altena. In 2015 volgden nieuwe herdrukken. Marten Buschman redigeerde verschillende boeken met gepubliceerde en niet verschenen artikelen van Giele in 2015, 2016, 2019 en 2020 over hoe Nederland er in 1850 uitzag, de tijd van de Eerste Internationale, arbeidersbestaan, en stakingen en vakbeweging in de jaren 1878-1890.